# Yge Visser
Yge Visser (ur. 29 lipca 1963 w Sneek) – holenderski szachista, arcymistrz od 2006 roku.

## Kariera szachowa
Pierwszy sukces odniósł w roku 1981, zostając mistrzem stanu Idaho. Pomiędzy 1983 a 2001 rokiem ośmiokrotnie zwyciężał w mistrzostwach Fryzji. W roku 1989 triumfował w otwartym turnieju ECI-open w Brugii.  W 1999 podzielił III miejsce (za Klausem Bischoffem i Konstantinem Lernerem) w openie w Recklinghausen, natomiast w następnym roku osiągnął identyczny wynik w Hoogeveen (za Władimirem Jepiszynem i Siemonem Dwojrisem). W 2002 zwyciężył w kołowym turnieju w St. Pölten. W 2004 podzielił I miejsce w Groningen (wraz z Friso Nijboerem, Johnem van der Wielem oraz Jurijem Kuzubowem). W tym oraz w 2006 roku wystąpił w finałach indywidualnych mistrzostw Holandii.
Najwyższy ranking w karierze osiągnął 1 lipca 2006 r., z wynikiem 2533 punktów zajmował wówczas 9. miejsce wśród holenderskich szachistów.